# Trialeurodes corollis
Trialeurodes corollis là một loài côn trùng cánh nửa trong họ Aleyrodidae, phân họ Aleyrodinae.
Trialeurodes corollis được Penny miêu tả khoa học đầu tiên năm 1922.